# TV-året 2008

## Händelser

### Februari
- 1 februari
  - Slutdatum för analog marksänd TV i Sverige enligt uppsatta mål från 2003 (de sista sändarna hade redan släckts några månader tidigare). TV4 förlorar den särställning som kanalen tidigare haft och omfattas därmed av samma regelverk som alla andra kanaler som sänds från Sverige.
  - Sverige inför mer liberala regler för TV-reklam. Den tillåtna mängden reklam ökar från 10 till 15 procent av det sammanlagda utbudet. Under kvällstid får det sändas tolv minuter reklam per timme, mot tidigare tio minuter.
- 25 februari - SVT gör om sina regionala nyhetsprogram och startar sändningar för sju nya områden, vilket innebär att den regionala huvudsändningen sänds i sammanlagt 18 upplagor.[1]
- 29 februari - Premiär för TV4 Science Fiction.[2]

### Mars
- 11 mars - Stina Lundberg hoppar av som programledare för Debatt och ersätts av Janne Josefsson.[3]
- 27 mars - Nya tillstånd för marksänd digital-TV i Sverige meddelas till Comedy Central, Discovery Science, Jetix, National Geographic Channel, Showtime, TV4 Sport, Viasat Sport 1, TV1000 samt ett antal lokala kanaler.[4] För de flesta nya kanalerna finns dock inget sändningsnät tillgängligt inledningsvis.

### Maj
- Maj - Amerikanska TV-bolaget Fox meddelar att reklamtiden för entimmeslånga avsnitt från hösten 2008 kommer halveras från 18 till 10 minuter.[5]
- 24 maj - Eurovision Song Contest

### Augusti
- 8–24 augusti - Olympiska sommarspelen i Peking i Kina.
- 25 augusti - SVT genomför omfattande tablåförändringar.[6]
  - Man återupptar sina regionala morgonsändningar och startar en nittonde upplaga av huvudsändningen.
  - Rapport 18.00, Kulturnyheterna, Go'kväll, Fråga doktorn och de regionala nyheterna 18.10 och 19.15 flyttar till SVT1 för att ge plats åt kunskapsrelaterade program i SVT2.
  - Bolibompa och Bobster slutar sändas på kvällen i SVT1 för att i fortsättningen enbart sändas i Barnkanalen.
  - Kunskapskanalen får sin sändningsstart framflyttad till 20.00 i och med att Barnkanalen tar över timmen mellan 19.00 och 20.00.

### September
- 8 september - TV-priset Kristallen utdelas

### Oktober
- Oktober - TV4 utökar sina lokal-TV-sändningar till 24 områden.
- 19 oktober - Kanalen Okto börjar sända i Singapore.

## TV-program

### Sveriges Television
- 1 januari - Teaterföreställningen Den stora premiären med Eva Rydberg, Ola Forssmed, Kim Sulocki med flera. Inspelat föregående sommar på Fredriksdalsteatern.
- 3 januari - Rapports nyårskrönika med Lisbeth Åkerman
- 4 januari - Brittiska deckaren Ett fall för Frost (A Touch of Frost: Endangered Species)
- 4 januari - Premiär för brittiska musikserien London Live
- 4 januari - Pusseldrömmar med Carl-Einar Häckner
- 5 januari - Repris från 2005 av familjeserien Livet enligt Rosa med Anna Ryrberg, Cilla Thorell med flera.
- 6 januari - Brittiska TV-filmen Övertalning med Sally Hawkins och Rupert Penry-Jones
- 7 januari - Franska TV-filmen De älskande på Café de Flore (Les amants du Flore) med Anna Mouglalis
- 8 januari - Franska TV-filmen I passionernas tid (Sartre, l'âge des passions) med Anne Alvaro
- 10 januari - Ny omgång av antikvitetsprogrammet Antikrundan med Anne Lundberg
- 11 januari - Premiär för amerikanska dramaserien Brotherhood med Jason Isaacs
- 11 januari - Repris från 2007 av brittiska kriminalserien Mördare okänd (Waking the Dead)
- 13 januari - Säsongspremiär av Agenda med Karin Hübinette
- 13 januari - Dokumentären Strindberg - ett djefla lif av Lena Einhorn
- 14 januari - Idrottsgalan med Peter Settman
- 15 januari - Premiär för ungdomsserien Hasses brorsas låtsassyrras kompis med Kitty Jutbring
- 15 januari - Säsongstart för reseprogrammet Packat & klart
- 15 januari - Säsongstart för intervjuprogrammet Rakt på med K-G Bergström med KG Bergström
- 16 januari - Premiär för underhållningsprogrammet Dubbat med Hans Rosenfeldt
- 16 januari - Premiär för amerikanska komediserien The Sarah Silverman Program med Sarah Silverman
- 17 januari - Premiär för danska thrillerserien Brottet (Forbrydelsen) med Sofie Gråbøl
- 17 januari - Ny omgång av debattprogrammet Debatt med Stina Lundberg
- 18 januari - Tredje säsongen av pratshowen Robins med Robin Paulsson
- 21 januari - Guldbaggegalan 2008 sänds från Cirkus i Stockholm med Sissela Kyle som värd
- 21 januari - Kulturprogrammet Beckman, Ohlson & Can med Eva Beckman, Elisabeth Ohlson och Mustafa Can
- 23 januari - Underhållningsserien TV-stjärnan med Per Sinding-Larsen
- 26 januari - Repris från 1973 av TV-filmen Vem älskar Yngve Frej med Allan Edwall med flera.
- 28 januari - Svenska dramaserien Om ett hjärta med Solveig Ternström, Paprika Steen med flera.
- 3 februari - Ny säsong för kulturmagasinet Sverige!
- 3 februari - Fjärde säsongen av amerikanska dramaserien Nip/Tuck
- 6 februari - Amerikanska dramaserien The Tudors med Jonathan Rhys Meyers med flera.
- 6 februari - Ny säsong av Filmkrönikan
- 12 februari - Premiär för realityserien Klass 9A
- 17 februari - Repris från av tredje säsongen av Skärgårdsdoktorn
- 18 februari - Svenska miniserien Kungamordet med Reine Brynolfsson, Marie Richardson med flera.
- 21 februari - Premiär för pratshowen Doreen 21.30 med Doreen Månsson
- 29 februari - Trettonde säsongen av Så ska det låta med Peter Settman
- 2 mars - Dokumentärfilmen Vi som överlevde Rågsved av Tom Alandh
- 3 mars - Ny omgång av kulturmagasinet Kobra med Kristofer Lundström
- 4 mars - Premiär för brittiska komediserien Stressad, rädd och förbannad (Fear, Stress and Anger)
- 12 mars - Premiär för humorserien Morgonsoffan med Petra Mede och David Batra
- 12 mars - Premiär för brittiska komediserien Gavin & Stacey
- 15 mars - Melodifestivalen 2008
- 17 mars - Svenska dramaserien Häxdansen med Julia Dufvenius, Hanna Malmberg, Sofia Ledarp med flera.
- 25 mars - Säsongstart för konstprogrammet Arty med Tuvalisa Rangström
- 26 mars - Premiär för dokumentärserien Barnmorskorna
- 28 mars - Brittiska miniserien Secret Smile med Kate Ashfield
- 29 mars - Repris från 1998 av ungdomsserien Eva & Adam
- 29 mars - Brittiska TV-filmen Winston Churchill (The Gathering Storm)
- 1 april - Ny säsong av underhållningsprogrammet Naturnollorna
- 3 april - Säsongstart för Mat med Niklas Ekstedt
- 3 april - Säsongstart för Mitt i naturen med Martin Emtenäs
- 4 april - Reportageserien Var fan är mitt band? med Magnus Uggla
- 4 april - Femte säsongen av amerikanska dramaserien The Wire
- 5 april - Premiär för frågesportprogrammet Glasklart med Ola Lindholm
- 5 april - Säsongspremiär för brittiska kriminalserien Svindlarna (Hustle)
- 7 april - Säsongstart för samhällsprogrammet Existens
- 8 april - Säsongstart för vetenskapsserien Vetenskapsmagasinet med Linda Nyberg
- 16 april - Premiär för amerikanska dramaserien Big Love med Bill Paxton, Jeanne Tripplehorn med flera.
- 16 april - Säsongspremiär av Anaconda med Nassim Al Fakir
- 19 april - Premiär för musikprogrammet Psalmtoppen med Elin Ek
- 21 april - Säsongstart för Fotbollskväll
- 23 april - Fjärde säsongen av trädgårdsprogrammet Söderläge med Maria Arborgh
- 25 april - Reprisstart för amerikanska dramaserien Veronica Mars
- 26 april - Lars Noréns Hamletföreställning från Roma klosterruin med David Dencik och Lo Kauppi
- 28 april - Premiär för dramaserien Sthlm
- 8 maj - Reprisstart för amerikanska komediserien Simma lugnt, Larry!
- 17 maj - Repris av TV-filmen Saxofonhallicken med Eva Gröndahl och Allan Svensson
- 18 maj - Premiär för amerikanska dramaserien John from Cincinnati
- 24 maj - Eurovision Song Contest 2008 från Belgrad
- 25 maj - Repris från 2007 av brittiska thrillerserien I sinnets våld (Sea of Souls)
- 27 maj - Brittiska realityserien Kören - killar sjunger inte (The Choir: Boys Don't Sing)
- 28 maj - Pratshowen Frida 21:00 med Frida Zetterström
- 6 juni - Andra säsongen av dramaserien Tre kärlekar med Samuel Fröler
- 7 juni - Repris på farsen Den stora premiären med Eva Rydberg och Ola Forssmed
- 9 juni - Säsongspremiär för Sommartorpet med Isabelle Halling
- 9 juni - Italienska kriminalserien Mordet på Giovanni Falcone (Giovanni Falcone, l'uomo che sfidò Cosa Nostra)
- 12 juni - Premiär för brittiska dramaserien Sugar Rush
- 20 juni - Amerikanska komediserien Flight of the Conchords
- 21 juni - Repris från 2007 av svenska kriminalserien Höök
- 24 juni - Ny omgång av Allsång på Skansen med Anders Lundin
- 24 juni - 11:e säsongen av brittiska kriminalserien Morden i Midsomer
- 24 juni - Premiär för brittiska komediserien Fritt fall (Lead Balloon)
- 24 juni - Repris av brittiska komediserien Extras med Ricky Gervais
- 25 juni - Repris från 2002 av den fiktiva dokumentärfilmen Konspiration 58
- 26 juni - Norska dramaserien Berlinerpopplarna (Berlinerpoplene)
- 28 juni - Finalen av VM i fotboll 1958 mellan Sverige och Brasilien
- 29 juni - Repris från 1970 av dramaserien Röda rummet
- 2 juli - Fjärde säsongen av Mördare okänd (Waking the Dead)
- 2 juli - Repris från 2007 av dokumentärserien Skild!
- 3 juli - Repris av den amerikanska serien Livet som stjärna (Instant Star)
- 4 juli - Norska familjeserien Bara blåbär (Bare blåbær)
- 5 juli - Repris från 2000 av äventyrsserien Barnen på Luna
- 5 juli - Premiär för amerikanska dramaserien Carnivàle
- 7 juli - Italienska kriminalserien Kommissarie Montalbano (Il commissario Montalbano)
- 7 juli - Repris från 2006 av samhällsprogrammet Josefsson med Janne Josefsson
- 24 juli - Repris från 2007 av matprogrammet Solens mat
- 24 juli - Repris från 2007 av dokumentärserien En fri kvinnas bekännelser (Flying: Confessions of a Free Woman)
- 27 juli - Finländska kriminalserien Gränsfall med Birthe Wingren
- 30 juli - Säsongspremiär för trädgårdsprogrammet Söderläge med Maria Arborgh
- 8 augusti - Invigning av sommar-OS
- 9 augusti - Premiär för pratshowen Olssons studio med Rickard Olsson
- 11 augusti - Brittiska dramaserien Den inre fienden (The State Within) med Jason Isaacs
- 19 augusti - Ny omgång av intervjuprogrammet Närbild med Fredrik Sahlin
- 20 augusti - Repris från 2006 av brittiska dramaserien Den hårda linjen (Last Rights)
- 25 augusti - Säsongstart för hälsoprogrammet Fråga doktorn med Suzanne Axell
- 25 augusti - Premiär för frågesporten Vem vet mest? med Rickard Olsson
- 27 augusti - Premiär för amerikanska dramaserien Tell Me You Love Me med Jane Alexander
- 28 augusti - Ny omgång av Debatt med Janne Josefsson
- 29 augusti - Fjärde säsongen av underhållningsprogrammet Doobidoo
- 29 augusti - Andra säsongen av amerikanska thrillerserien Sleeper Cell
- 31 augusti - Repris från 2005 av dramaserien Saltön
- 31 augusti - Brittiska kriminalserien Ashes to Ashes med Philip Glenister
- 1 september - Strindbergs Dödsdansen med Örjan Ramberg och Stina Ekblad, inspelat på Dramaten 2007
- 2 september - Andra säsongen av Videokväll hos Luuk med Kristian Luuk
- 3 september - Ny säsong av samhällsprogrammet Uppdrag granskning
- 4 september - Ny omgång av naturprogrammet Mitt i naturen
- 6 september - Brittiska dramaserien Five Days
- 7 september - Ny omgång av kulturprogrammet Sverige! med Pernilla Månsson Colt
- 9 september - Säsongstart för lokala debattprogrammet Eftersnack
- 10 september - Ny omgång av konsumentprogrammet Plus med Sverker Olofsson
- 13 september - Fjärde säsongen av Svensson Svensson
- 17 september - Ny omgång av Carin 21:30 med Carin Hjulström
- 18 september - Ny omgång av kriminalserien Höök med Cecilia Ljung
- 18 september - Ny omgång av litteraturprogrammet Babel med Daniel Sjölin
- 21 september - Andra omgången av dramaserien Andra Avenyn
- 22 september - Premiär för dramaserien Livet i Fagervik
- 22 september - Ny omgång av Toppform med Blossom Tainton Lindquist
- 26 september - Ny omgång av kulturprogrammet Beckman, Ohlson & Can med Eva Beckman
- 30 september - Ny omgång av humorprogrammet Morgonsoffan med David Batra och Petra Mede
- 4 oktober - Lilla Melodifestivalen 2008
- 7 oktober - Ny omgång av Packat & Klart
- 8 oktober - Premiär för 123 saker med Rasmus Åkerblom
- 10 oktober - Insamlingen Tillsammans för Världens barn med Anders Lundin
- 11 oktober - Sjätte säsongen av amerikanska kriminalserien Brottskod: Försvunnen
- 13 oktober - Ny omgång av kulturmagasinet Kobra med Kristofer Lundström
- 14 oktober - Premiär för hälsoprogrammet Dr Åsa med Åsa Vilbäck
- 14 oktober - Andra säsongen av Rakt på med K-G Bergström med K.-G. Bergström
- 15 oktober - Ny omgång av Vetenskapsmagasinet
- 17 oktober - Fjärde säsongen av pratshowen Robins
- 18 oktober - Premiär för underhållningsprogrammet Dansbandskampen
- 18 oktober - Kungliga Operans uppsättning av Richard Wagners Rhenguldet
- 21 oktober - Ny omgång av intervjuprogrammet Närbild med Fredrik Sahlin
- 24 oktober - Ny omgång av amerikanska dramaserien Brotherhood
- 26 oktober - Premiär för brittiska skräckserien Jekyll med James Nesbitt
- 30 oktober - Ny omgång av konsumentprogrammet REA
- 3 november - Premiär för samhällsprogrammet Halal-TV
- 5 november - Säsongstart för amerikanska dramaserien The Tudors
- 8 november - Kungliga Operans uppsättning av Richard Wagners Valkyrian
- 28 november - Säsongstart för På spåret med Ingvar Oldsberg
- 29 november - Kungliga Operans uppsättning av Richard Wagners Siegfried
- 1 december - Årets julkalender är Skägget i brevlådan.[7]
- 7 december - Svenska dramaserien Åkalla
- 10 december - Andra säsongen av Vinterstudion startar.
- 14 december - Matlagningsprogrammet Solens mat med Bo Hagström
- 20 december 
  - Kungliga Operans uppsättning av Richard Wagners Ragnarök
  - Final för Dansbandskampen, där Larz-Kristerz står som slutsegrare.
- 25 december - Repris från 1970 av folklustspelet Söderkåkar
- 25 december - Tredje omgången av Stjärnorna på slottet
- 25 december - Brittiska kriminalserien Kommissarie Lewis med Kevin Whately
- 26 december - Svenska miniserien Selma med Helena Bergström
- 27 december - Brittiska dramaserien Cranford (Cranford)
- 28 december - Repris från 1992 av Lars Molins Kejsarn av Portugallien

### TV3
- 1 januari - Premiär för amerikanska actionserien The Unit med Dennis Haysbert
- 3 januari - Premiär för amerikanska dramaserien Damages med Glenn Close
- 6 januari - Dokusåpan Top Model Kanada
- 11 januari - Ny omgång av komediserien Extra! Extra!
- 13 januari - Premiär för underhållningsprogrammet Singing Bee med Hanna Hedlund
- 28 januari - Premiär för danska dramaserien 2900 Happiness
- 13 februari - Säsongstart för Top Model (America's Next Top Model, Cycle 9) med Tyra Banks
- 13 februari - Första säsongen av amerikanska dramaserien Women's Murder Club
- 15 februari - Premiär för amerikanska komediserien Back to You med Kelsey Grammer
- 1 mars - Andra omgången av realityserien Grannfejden med Robert Aschberg
- 19 mars - Andra säsongen av amerikanska komediserien Men in Trees med Anne Heche
- 22 mars - Premiär för amerikanska komediserien Chuck
- 22 mars - Ny omgång av underhållningsprogrammet Sing-A-Long med Claes Malmberg och Sussie Eriksson
- 22 mars - Ny omgång av underhållningsprogrammet Extra! Extra!
- 31 mars - Premiär för amerikanska dramaserien Cashmere Mafia med Lucy Liu, Miranda Otto med flera.
- 10 april - Ny omgång av livsstilsprogrammet Lyxfällan
- 5 maj - Ny omgång av Du är vad du äter med Anna Skipper
- 5 maj - Premiär för amerikanska thrillerserien Terminator: The Sarah Connor Chronicles
- 6 maj - Premiär för amerikanska kriminalserien Life med Damian Lewis
- 21 maj - Amerikanska realityserien Pussycat Dolls 2
- 25 maj - Amerikanska dramaserien Moonlight med Alex O'Loughlin
- 30 maj - Repris från januari av Singing Bee med Hanna Hedlund
- 7 juni - Premiär för amerikanska dramaserien Saving Grace med Holly Hunter
- 9 juni - Ny omgång av Ensam mamma söker
- 26 juni - Repris från 2007 av dokumentärserien Sjukhuset
- 30 juni - Premiär för amerikanska dramaserien Journeyman
- 3 juli - Amerikanska realityserien Hell's Kitchen med Gordon Ramsay
- 26 juli - Repris av underhållningsprogrammet Sing-A-Long
- 3 augusti - Tredje säsongen av amerikanska kriminalserien Bones
- 20 augusti - Amerikanska realityserien Girl Meets Cowboy
- 1 september - Ny omgång av realityserien Sjukhuset
- 7 september - Ny omgång av realityserien Ensam mamma söker
- 9 september - Tionde omgången av amerikanska talangjakten Top Model med Tyra Banks
- 13 september - Femte säsongen av Sing-A-Long med Renée Nyberg
- 13 september - Ny omgång av Extra! Extra! med Måns Möller
- 17 september - Ny omgång av Efterlyst med Hasse Aro
- 18 september - Femte säsongen av Lyxfällan
- 18 september - Ny omgång av Hell's Kitchen med Gordon Ramsay
- 19 september - Ny omgång av Singing Bee med Hanna Hedlund
- 2 oktober - Ny omgång av Du är vad du äter med Anna Skipper
- 6 oktober - Ny omgång av inredningsserien Design: Simon & Tomas
- 7 oktober - Premiär för SOS Familj med Anne-Lie Arrefelt
- 20 oktober - Fjärde säsongen av Prison Break
- 29 oktober - Ny omgång av reportageserien Insider
- 7 december - Ny omgång av amerikanska komediserien Scrubs
- 14 december - Svenska Hjältar med Mark Levengood

### TV4
- 7 januari - Svenska farsen Stulen kärlek med Mikael Riesebeck, Annika Andersson med flera.
- 9 januari - Grammisgalan från Globen i Stockholm
- 10 januari - Premiär för amerikanska dramakomediserien Californication med David Duchovny
- 11 januari - Säsongspremiär för underhållningsprogrammet Let's Dance med Jessica Almenäs och David Hellenius
- 16 januari - Dokumentärserien Fredsstyrkan om den svenska utlandsstyrkan i Afghanistan
- 28 januari - Säsongstart för amerikanska dokusåpan American Idol
- 1 februari - Säsongstart för komediserien Hjälp! med Stina Ekblad
- 3 februari - Andra omgången av dokumentärserien I en annan del av Köping
- 5 februari - Tredje säsongen av amerikanska dramaserien House
- 9 februari - Seriestart för brittiska dramaserien Det kallas kärlek (A Thing Called Love)
- 11 februari - Tredje säsongen av danska kriminalserien Anna Pihl
- 13 februari - Fjärde säsongen av Lost
- 25 februari - Seriestart för amerikanska komediserien The Game med Brittany Daniel
- 27 februari - Premiär för realityserien Rent hus
- 28 februari - Premiär för amerikanska dramaserien Private Practice med Kate Walsh
- 29 februari - Fjärde säsongen av amerikanska kriminalserien Numb3rs
- 10 mars - Femte säsongen av Kockduellen med Peder Lamm
- 16 mars - Nittonde säsongen av komediserien Parlamentet med Anders S. Nilsson
- 21 mars - Strindbergspjäsen Fordringsägare med Thorsten Flinck, Henrik Schyffert och Elin Klinga.
- 27 mars - Ny säsong av antikvitetsserien Antikdeckarna
- 29 mars - Premiär för underhållningsprogrammet Körslaget
- 3 april - Premiär för Spårlöst med Linda Isacsson och Agneta Sjödin
- 3 april - Tredje säsongen av kriminalserien Medium med Patricia Arquette
- 4 april - Premiär för Berg flyttar in med Carina Berg
- 4 april - Premiär för underhållningsprogrammet Talang 2008 med Peppe Eng
- 9 april - Brittiska miniserien Torn (Torn)
- 9 april - Andra säsongen av brittiska dramaserien Afterlife med Lesley Sharp
- 10 april - Repris från februari av tredje säsongen av House
- 11 april - Säsongstart för andra säsongen av Boston Legal
- 14 april - Premiär för brittiska matlagningsserien Nigella Express med Nigella Lawson
- 11 maj - Ny omgång av matprogrammet Vad blir det för mat? med Per Morberg
- 12 maj - Ny omgång av matprogrammet Monikas mat med Monika Ahlberg
- 17 maj - Ny omgång av Sommarkrysset med Gry Forssell
- 23 juni - Andra säsongen av amerikanska Jericho
- 29 juni - Säsongstart för reseprogrammet När & fjärran med Leila Lindholm
- 30 juni - Inredningsprogrammet Sommar med Ernst med Ernst Kirchsteiger
- 30 juni - Kanadensiska dramaserien Durham County
- 3 juli - Andra säsongen av brittiska äventyrsserien Robin Hood
- 6 juli - Premiär för komediserien Det sociala spelet med David Hellenius
- 6 juli - Tionde säsongen av brittiska kriminalserien Tyst vittne (Silent Witness)
- 7 juli - Andra säsongen av brittiska komediserien IT-supporten (The IT Crowd)
- 12 juli - Repris på andra säsongen av I en annan del av Köping
- 6 augusti - Brittiska miniserien Fallen Angel med Emilia Fox
- 12 augusti - Säsongstart för Malou möter... med Malou von Sivers
- 17 augusti - Ny omgång av matprogrammet Vad blir det för mat? med Per Morberg
- 18 augusti - Repris från 2007 av komediserien Ett gott parti
- 31 augusti - Ny omgång av samhällsprogrammet Kalla fakta
- 31 augusti - Ny omgång av pratshowen Kenny & vänner
- 1 september - Elfte säsongen av brittiska kriminalserien Poirot med David Suchet
- 3 september - Femte säsongen av talangjakten Idol
- 3 september - Andra säsongen av amerikanska dramaserien Heroes
- 3 september - Andra säsongen av amerikanska talangjakten America's Got Talent
- 6 september - Eurovision Dance Contest 2008
- 14 september - Ny omgång av brittiska Mord i sinnet (Wire in the Blood)
- 16 september - Premiär för Maria Wern - Främmande fågel med Eva Röse
- 24 september - Premiär för kriminalserien Oskyldigt dömd med Mikael Persbrandt
- 28 september - Ny omgång av Parlamentet med Anders S. Nilsson
- 3 oktober - Ny omgång av Fredag hela veckan med Peter Magnusson och David Hellenius
- 4 oktober - Premiär för Stjärnor på is med Carina Berg och Carolina Gynning
- 6 oktober - Premiär för matlagningsprogrammet Halv åtta hos mig
- 6 oktober - Ny omgång av Första, andra, tredje med Ernst Kirchsteiger
- 7 oktober - 24:e säsongen av Äntligen hemma med Martin Timell
- 8 oktober - Tredje säsongen av Bonde söker fru med Linda Isacsson
- 9 oktober - Premiär för Bröllopsform med Eva Rusz och Martin Lidberg
- 15 oktober - Ny omgång av Kvällsöppet med Ekdal med Lennart Ekdal
- 25 oktober - Andra omgången av underhållningsprogrammet Tack gode gud med Adam Alsing
- 30 oktober - Ny omgång av amerikanska kriminalserien Medium med Patricia Arquette
- 15 december - Brittiska miniserien Dödsdomen (Place of Execution)
- 22 december - Kanadensiska dramaserien Anne på Grönkulla - en ny början (Anne of Green Gables: A New Beginning)

### Kanal 5
- 2 januari - Brittiska miniserien Talk to Me med Max Beesley
- 6 januari - Brittiska matlagningsserien Hemma hos Jamie med Jamie Oliver
- 15 januari - Premiär för dokumentärserien I huvudet på Gynning med Carolina Gynning
- 22 januari - Ny säsong av amerikanska dramaserien Brothers & Sisters
- 29 januari - Amerikanska dramaserien Gossip Girl
- 31 januari - Brittiska dokumentärserien US Kitchen Nightmares med Gordon Ramsay
- 5 februari - Premiär för amerikanska komediserien Rules of Engagement med Patrick Warburton med flera.
- 10 februari - Ny omgång av amerikanska kriminalserien Cold Case
- 13 februari - Fjärde säsongen av Grey's Anatomy
- 16 februari - 33:e säsongen av Saturday Night Live
- 11 mars - Seriestart för amerikanska dramakomediserien The Starter Wife med Debra Messing
- 16 mars - Femte säsongen av amerikanska dramaserien One Tree Hill
- 17 mars - Premiär för humorserien Lilla Al-Fadji & Co
- 24 mars - Danstävlingen So You Think You Can Dance: Scandinavia
- 2 april - Premiär för humorserien Sverige pussas och kramas med Henrik Schyffert
- 2 april - Andra säsongen av komediserien Myggan
- 6 april - Premiär för talangjakten Hitmakers
- 6 april - Premiär för spelprogrammet Power of 10 med Mikael Tornving
- 6 april - Premiär för brittiska dramaserien En callgirls dagbok med Billie Piper
- 10 april - Premiär för amerikanska dramaserien Dirty Sexy Money med Peter Krause och Donald Sutherland
- 10 april - Premiär för amerikanska komediserien The Big Bang Theory
- 21 april - Säsongstart för Outsiders
- 22 april - Andra säsongen av amerikanska komediserien Rules of Engagement
- 1 juni - Amerikanska realityserien Gordons Kitchen Nightmares (Kitchen Nightmares) med Gordon Ramsay
- 1 juni - Amerikanska kriminalserien The Black Donnellys
- 5 juni - Matlagningsprogrammet A la Emma med Emma Andersson
- 6 juni - Repris av matlagningsprogrammet Jamie Olivers Italien med Jamie Oliver
- 21 juli - Animerade Rick & Steve the Happiest Gay Couple in All the World
- 21 juli - Brittiska dramaserien Queer
- 18 augusti - Säsongstart för dokumentärserien Outsiders
- 9 september - Premiär för Vem kan slå Filip och Fredrik med Ingvar Oldsberg
- 13 september - Premiär för Musikmaskinen med Henrik Johnsson
- 15 september - Premiär för I ditt ansikte med Magnus Betnér
- 20 september - Premiär för Lilla landet lagom med Josephine Bornebusch
- 29 september - Premiär för dokumentärserien Färjan
- 1 oktober - Ny omgång av inredningsserien Roomservice
- 1 oktober - Premiär för komediserien Misses lista
- 2 oktober - Premiär för dokumentärserien SOS Gute
- 2 oktober - Premiär för science fiction-serien Fringe
- 3 oktober - Nypremiär för Snacka om nyheter med Kajsa Ingemarsson
- 7 oktober - Ny omgång av amerikanska komediserien Christine
- 8 oktober - Premiär för Världens härligaste man med Ann Söderlund
- 27 oktober - Andra omgången av Boston Tea Party med Filip och Fredrik
- 4 november - Racet till Vita huset, presidentvalvaka med Filip och Fredrik.
- 9 november - Säsongstart för Sanningens ögonblick med Pontus Gårdinger
- 3 december - Amerikanska dramaserien Dirty Sexy Money
- 6 december - Kanadensiska actionserien Flashpoint

### Canal+
- 9 februari - Amerikanska dramaserien Tell Me You Love Me

### Kanal 9
- 17 januari - Premiär för amerikanska dramaserien Mad Men
- 10 februari - Andra säsongen av dramaserien Rome med Ciarán Hinds
- 25 februari - Oscarsgalan 2008
- 1 oktober - Snacka om nyheter med Kajsa Ingemarsson
- 9 oktober - Premiär för matlagningsprogrammet Sjön suger med Lennart Jähkel och Johan Ulveson
- 19 oktober - Andra säsongen av amerikanska dramaserien Mad Men

## Mest sedda program
| Program                                   | Tittare   | Kanal | Datum       | Ref   |
| ----------------------------------------- | --------- | ----- | ----------- | ----- |
| Melodifestivalen - Final                  | 4 045 000 | SVT1  | 15 mars     | [ 8 ] |
| Melodifestivalen - Deltävling 4           | 3 410 000 | SVT1  | 1 mars      | [ 8 ] |
| Kalle Anka och hans vänner önskar god jul | 3 215 000 | SVT1  | 24 december | [ 8 ] |
| Melodifestivalen - Andra chansen          | 3 090 000 | SVT1  | 8 mars      | [ 8 ] |
| Europamästerskapet i fotboll för herrar   | 3 030 000 | TV4   | 10 juni     | [ 8 ] |
| Eurovision Song Contest - Final           | 2 810 000 | SVT1  | 24 maj      | [ 8 ] |
| Europamästerskapet i fotboll för herrar   | 2 700 000 | TV4   | 18 juni     | [ 8 ] |
| Let's Dance Final                         | 2 675 000 | TV4   | 28 mars     | [ 8 ] |
| På spåret                                 | 2 665 000 | SVT1  | 19 december | [ 8 ] |
| Europamästerskapet i fotboll för herrar   | 2 595 000 | TV4   | 14 juni     | [ 8 ] |

## Avlidna
- 17 juni – Ingela Agardh, 59, svensk journalist och programledare i TV.
- 3 juli – Clive Hornby, 63, brittisk skådespelare (Hem till gården).
- 22 juli – Estelle Getty, 84, amerikansk skådespelare (Pantertanter).[9]
- 11 augusti – Agneta Bolme Börjefors, 67, svensk programledare (Söndagsöppet) och TV-producent.
- 27 augusti – Lennart Swahn, 81, svensk TV- och radioprogramledare.
- 8 december – Robert Prosky, 77, amerikansk skådespelare (Spanarna på Hill Street, Veronica).